# Jeffrey Hoogland
Jeffrey Joshua Gerardus Hoogland (* 16. März 1993 in Nijverdal) ist ein niederländischer Radsportler und zweifacher Olympiasieger im Teamsprint. Bis einschließlich 2024 wurde er 10 Mal Weltmeister und 15 Mal Europameister im Bahnradsport. Gemeinsam mit seinem Landsmann Harrie Lavreysen gehört er seit Mitte der 2010er Jahre zu den dominierenden Kurzzeitspezialisten.

## Sportliche Laufbahn
Jeffrey Hoogland begann mit dem Radsport als BMX-Fahrer; 2011 nahm er an den Junioren-Weltmeisterschaften teil. Seitdem legte er seinen Schwerpunkt auf den Bahnradsport. In seinem ersten Jahr auf der Bahn belegte er bei den niederländischen Bahnmeisterschaften jeweils den achten Platz im Sprint und im 1000-Meter-Zeitfahren, 2012 wurde er Siebter im Keirin.
2013 wurde Hoogland gemeinsam mit Hugo Haak und Matthijs Büchli Dritter im Teamsprint bei den Bahn-Europameisterschaften (U23). Im selben Jahr wurde er zweifacher niederländischer Vize-Meister im Sprint und im Zeitfahren, im Keirin belegte er Platz drei. 2014 wurde er gemeinsam mit Matthijs Büchli und Nils van ’t Hoenderdaal Europameister (U23) im Teamsprint und niederländischer Meister im Zeitfahren,  2015 wurde er Europameister (U23) im Sprint. Bei den Bahn-Europameisterschaften der Elite im selben Jahr errang Hoogland drei Goldmedaillen, im Sprint, im Zeitfahren sowie im Teamsprint (mit Hugo Haak und Nils van ’t Hoenderdaal) und war somit der erfolgreichste Sportler dieser Meisterschaften.
2016 wurde Jeffrey Hoogland für die Teilnahme an den Olympischen Spielen in Rio de Janeiro nominiert. Im Teamsprint belegte er gemeinsam mit Theo Bos und van ’t Hoenderdaal Rang sechs, im Sprint wurde er Elfter. Bei den Bahnradsport-Weltmeisterschaften 2017 in Hongkong wurde er gemeinsam mit Harrie Lavreysen und Matthijs Büchli Vize-Weltmeister im Teamsprint. Bei den Bahneuropameisterschaften im selben Jahr errang er drei Medaillen: Gold im 1000-Meter-Zeitfahren, Silber im Sprint sowie Bronze im Teamsprint.
Bei den Bahnradsport-Weltmeisterschaften 2018 errang Hoogland zweimal Gold: Er wurde Weltmeister im 1000-Meter-Zeitfahren und im Teamsprint (mit Harrie Lavreysen, Matthijs Büchli und Nils van ’t Hoenderdaal). Nachdem er drei Mal mit verschiedenen Partnern den Teamsprint bei Läufen des Weltcups gewonnen hatte, wurde er 2019 erneut Weltmeister im Teamsprint (mit Lavreysen, Roy van den Berg und Matthijs Büchli) sowie Vize-Weltmeister im Sprint. Im Oktober 2019 errang er vor heimischen Publikum in Apeldoorn erneut den Titel des Europameisters im Sprint. Bei den Bahnradsport-Weltmeisterschaften 2020 in Berlin wurde er ein weiteres Mal Weltmeister im Teamsprint (mit Lavreysen, van den Berg und Büchli) sowie Vize-Weltmeister im Sprint.
2021 startete Jeffrey Hoogland bei den Olympischen Spielen in Tokio und holte gemeinsam mit Harrie Lavreysen, Roy van den Berg und Matthijs Büchli die Goldmedaille im Teamsprint. Im selben Jahr er zweifacher Weltmeister sowie dreifacher Europameister. 2022 und 2023 errang er erneut drei Titel als Weltmeister und 2023 zwei als Europameister.
Im Oktober 2023 verbesserte Hoogland den zehn Jahre alten Weltrekord über 1000 Meter des Franzosen François Pervis auf dem Velódromo Bicentenario im rund 1900 Meter hoch gelegenen Aguascalientes in Mexiko auf 55,433 Sekunden. Der Rekord wurde als eigenständiger Versuch durchgeführt. Mit einer Zwischenzeit von 24,564 Sekunden verbesserte er zugleich den 16 Jahre alten Rekord von Chris Hoy über die 500 Meter bei fliegendem Start.
Bei den Olympischen Spielen 2024 in Paris gewann Hoogland gemeinsam mit Lavreysen und van den Berg zum zweiten Mal die Goldmedaille im Teamsprint; im Sprint wurde er Vierter.

## Auszeichnungen
Im Dezember 2018 wurde Jeffrey Hoogland gemeinsam mit Nils van ’t Hoenderdaal, Harrie Lavreysen, Matthijs Büchli und Roy van den Berg als niederländische „Mannschaft des Jahres“ ausgezeichnet. Die Jaap Eden Trofee wurde ihnen von Fußballer Rafael van der Vaart überreicht. 2021 wurde Hoogland gemeinsam mit Lavreysen, Büchli und Roy van den Berg erneut zur „Mannschaft des Jahres“ gekürt.

## Privates
Jeffrey Hoogland ist liiert mit seiner Mannschaftskollegin Shanne Braspennincx (Stand 2019).

## Erfolge
2013
- U23-Europameisterschaft – Teamsprint (mit Matthijs Büchli und Hugo Haak)

2014
- U23-Europameister – Teamsprint (mit Matthijs Büchli und Nils van ’t Hoenderdaal)
- U23-Europameisterschaft – Sprint
- Weltcup in London – Sprint
- Niederländischer Meister – 1000-Meter-Zeitfahren

2015
- Europameister – Sprint, 1000-Meter-Zeitfahren, Teamsprint (mit Hugo Haak und Nils van ’t Hoenderdaal)
- Europameister (U23) – Sprint

2016
- Weltmeisterschaft – Teamsprint (mit Nils van ’t Hoenderdaal, Matthijs Büchli und Hugo Haak)
- Niederländischer Meister – Sprint, Keirin

2017
- Weltmeisterschaft – Teamsprint (mit Harrie Lavreysen und Matthijs Büchli)
- Weltcup in Pruszków – Teamsprint (mit Harrie Lavreysen und Nils van ’t Hoenderdaal)
- Weltcup in Milton – Sprint
- Europameister – 1000-Meter-Zeitfahren
- Europameisterschaft – Sprint
- Europameisterschaft – Teamsprint (mit Harrie Lavreysen, Matthijs Büchli, Sam Ligtlee und Roy van den Berg)

2018
- Weltmeister – 1000-Meter-Zeitfahren, Teamsprint (mit Harrie Lavreysen, Matthijs Büchli und Nils van ’t Hoenderdaal)
- Europameister – Sprint, Teamsprint (mit Harrie Lavreysen, Roy van den Berg und Nils van ’t Hoenderdaal)
- Weltcup in Saint-Quentin-en-Yvelines – Teamsprint (mit Roy van den Berg und Sam Ligtlee)
- Weltcup in Berlin – Teamsprint (mit Harrie Lavreysen und Nils van ’t Hoenderdaal)
- Weltcup in London – Teamsprint (mit Harrie Lavreysen und Roy van den Berg)

2019
- Weltmeister – Teamsprint (mit Harrie Lavreysen, Roy van den Berg und Matthijs Büchli)
- Weltmeisterschaft – Sprint
- Europaspielesieger – Sprint, Teamsprint (mit Harrie Lavreysen, Roy van den Berg und Nils van ’t Hoenderdaal)
- Europameister – Sprint, Teamsprint (mit Harrie Lavreysen, Roy van den Berg und Matthijs Büchli)
- Bahnrad-Weltcup in Minsk – Teamsprint (mit Harrie Lavreysen, Nils van ’t Hoenderdaal und Sam Ligtlee)
- Bahnrad-Weltcup in Glasgow – Teamsprint (mit Harrie Lavreysen, Nils van ’t Hoenderdaal und Sam Ligtlee)
- Weltcup in Hongkong – Teamsprint (mit Harrie Lavreysen und Roy van den Berg)

2020
- Weltmeister – Teamsprint (mit Harrie Lavreysen, Roy van den Berg und Matthijs Büchli)
- Weltmeisterschaft – Sprint

2021
- Olympiasieger – Teamsprint (mit Harrie Lavreysen, Roy van den Berg und Matthijs Büchli)
- Olympische Sommerspiele – Sprint
- Europameister – 1000-Meter-Zeitfahren, Keirin, Teamsprint (mit Harrie Lavreysen, Roy van den Berg und Sam Ligtlee)
- Europameisterschaft – Sprint
- Weltmeister – 1000-Meter-Zeitfahren, Teamsprint (mit Harrie Lavreysen und Roy van den Berg)
- Weltmeisterschaft – Sprint, Keirin

2022
- Nations’ Cup in Milton – Teamsprint (mit Sam Ligtlee, Roy van den Berg und Tijmen van Loon)
- Weltmeister – 1000-Meter-Zeitfahren
- Weltmeisterschaft – Keirin, Teamsprint (mit Harrie Lavreysen und Roy van den Berg)
- Europameister – Teamsprint (mit Harrie Lavreysen und Roy van den Berg)

2023
- Europameister – 1000-Meter-Zeitfahren, Teamsprint (mit Harrie Lavreysen, Roy van den Berg und Tijmen van Loon)
- Europameisterschaften – Keirin
- Nations’ Cup in Kairo – Teamsprint (mit Harrie Lavreysen und Roy van den Berg)
- Weltmeister – 1000-Meter-Zeitfahren, Teamsprint (mit Harrie Lavreysen und Roy van den Berg)

2024
- Europameister – Teamsprint (mit Harrie Lavreysen, Roy van den Berg und Tijmen van Loon)
- Nations’ Cup in Milton – Teamsprint (mit Harrie Lavreysen und Roy van den Berg)
- Olympiasieger – Teamsprint (mit Harrie Lavreysen und Roy van den Berg)
- Weltmeister – Teamsprint (mit Harrie Lavreysen und Roy van den Berg)
- Weltmeisterschaft – 1000-Meter-Zeitfahren, Sprint
- Niederländischer Meister – 1000-Meter-Zeitfahren